# Uljanowsk
Uljanowsk (ros. Ульяновск); dawniej Symbirsk (ros. w latach 1648–1780 – Синби́рск, w latach 1780–1924 – Симби́рск) – miasto obwodowe w południowo-zachodniej części Rosji nad Wołgą, centrum administracyjne obwodu uljanowskiego, położone około 893 km na wschód od Moskwy. Liczba mieszkańców w 2020 roku wynosiła 627 705 mieszkańców, a według wstępnych wyników rosyjskiego spisu powszechnego z 2010 roku liczba ta wynosiła 613 800.

## Historia
Założony w połowie XVII wieku, przypuszczalnie w 1648 roku, przez bojara i urzędnika carskiego Bohdana Chitrowa w związku z dekretem Aleksego I, jako strategiczna twierdza o nazwie Synbirsk, chroniąca ówczesną wschodnią granicę Carstwa Rosyjskiego przed najazdami koczowniczych ludów.
W 1668 roku miasto wytrzymało miesiąc długiego oblężenia przez 20 tys. armię powstańczą prowadzoną przez kozackiego dowódcę Stiepana Razina. W tym czasie Symbirsk posiadał już drewniany Kreml, który został zniszczony przez pożar w XVIII wieku.
W lecie 12 sierpnia 1864 roku miasto zostało poważnie uszkodzone przez pożar, który trwał 9 dni, jednak zostało ono szybko odbudowane a jego ludność zaczęła szybko wzrastać do około 43 000 w 1897 roku. Według statystyk szlachta stanowiła 8,8% ludności, 0,8% duchowieństwo, 3,2% kupcy i zamożni obywatele, 57,5% zwykli mieszczanie, 17% wojskowi i ich rodziny, 11% chłopi. W mieście funkcjonowały dwa gimnazja (męskie i żeńskie), szkoła cerkiewna wraz z seminarium duchowym, szkoła handlowa, szkoła położnicza, kilka szkół parafialnych oraz szkoły dla mniejszości etnicznych Czuwaszów i Tatarów. Działały dwie biblioteki: im. Karamzina oraz im. Gonczarowa. Znajdowały się tu także gorzelnia, wytwórnia win, browar, młyn oraz fabryka świec.
W czasie wojny domowej w Rosji miasto początkowo znajdowało się w rękach bolszewików. W czerwcu zbuntował się Korpus Czechosłowacki, a w Samarze ogłoszono powstanie rządu Komitetu Członków Zgromadzenia Ustawodawczego zwanego Komuczem. 10 lipca 1918 r. zbuntował się głównodowodzący bolszewickiego Frontu Wschodniego Michaił Murawjow. Został on jednak pojmany w Symbirsku i rozstrzelany. 21 lipca 1918 r. Symbirsk został zajęty przez oddziały Komucza dowodzone przez pułkownika Władimira Kappela. Symbirsk jako stolica guberni była ważnym miastem w drodze na zachód. Oprócz tego znajdowały się tu także fabryki amunicji, składy broni oraz ważny most kolejowy. 29 lipca bolszewicki Komitet Centralny w specjalnej rezolucji upadek miasta narodzin Lenina określił jako „niesłychaną zbrodnię”. 12 września 1918 roku bolszewicka 24 Dywizja Strzelców pod dowództwem Gaja Dmitriewicza Gaja zdobyła Symbirsk.
Swoją obecną nazwę miasto otrzymało w 1924 roku, od rodowego nazwiska Włodzimierza Lenina – Uljanow – który urodził się w Symbirsku w 1870 roku. W mieście urodził się również inny rosyjski polityk Aleksander Kiereński (1881 r.), a także polski historyk Paweł Jasienica (1909 r.).
W 1970 roku w setną rocznicę urodzin Lenina, miasto zostało odznaczone Orderem Lenina, od tego czasu Uljanowsk stał się ważnym ośrodkiem turystycznym w ZSRR.
Po rozpadzie Związku Radzieckiego miasto przeżywało znaczne trudności ekonomiczne. Względne ożywienie jest zauważalne dopiero po roku 2000. W 2008 roku mer miasta Siergiej Jermakow zaproponował przywrócenie miastu jego historycznej nazwy. Jego zdaniem nazwa Uljanowsk została narzucona siłą i wbrew woli ludności, a po upadku ZSRR nie ma już ona racji bytu. Badania opinii przeprowadzane wśród mieszkańców miasta pokazują jednak, że nie życzą sobie oni powrotu do nazwy Symbirsk.

## Zabytki i atrakcje turystyczne
W czasach sowieckich miasto zostało przebudowane, aby uczcić postać Włodzimierza Lenina. Nazwę miasta zmieniono pod hasłem „Osinowy kołek w mogiłę starego Symbirska!” W myśl tej polityki w mieście burzono zabytkowe cerkwie, sobory i monastery. Zburzono cerkiew, w której ochrzczono Lenina. Zburzono dom gubernialny, w którym niegdyś zatrzymał się Aleksandr Puszkin. Sobór św. Trójcy, jeden z symboli miasta, wybudowany, by uczcić poległych w wojnie 1812 roku wysadzono, a na jego miejscu postanowiono pomnik Lenina. Miejscowym ulicom nadano nowych patronów, m.in. Marksa, Engelsa, Liebknechta, Róży Luksemburg czy Plechanowa. Jak podaje miejscowy historyk Z. Mijdubajew:
„Cmentarz monasteru Pokrowskiego zamieniono w skwer, oszczędzając jeden tylko grób – Ilji Nikołajewicza Uljanowa. Co prawda i ten został zbezczeszczony: z nagrobnego pomnika usunięto krzyż. No bo jakże tak: ojciec wodza rewolucji – i spoczywa pod krzyżem?!”.
Lista najważniejszych zabytków:
- Muzeum Iwana Gonczarowa
- Dom urodzin Władimira Iljicza Lenina
- Pomnik litery Ё
- Uljanowskie muzeum Lenina
- Pomnik Bohdana Matwiejewicza Chitrowa
- Uljanowskie Muzeum Lotnictwa Cywilnego
- Pomnik Karola Marksa
- Park Przyjaźni Narodów
- Luterański Kościół Najświętszej Marii Panny, wybudowany w 1847 roku
- Muzeum Lotnictwa Cywilnego w Uljanowsku, gdzie przechowywany jest jeden z nielicznych egzemplarzy Tupolewa Tu-144

## Demografia
Uljanowsk jest średnim pod względem liczby ludności miastem w Rosji. Gęstość zaludnienia w mieście wynosi około 983 os./km². Łączna liczba mieszkańców Uljanowska w 2009 r. wynosiła 603 782 (spadek z około 636 tys. w 2002 roku), natomiast według wstępnych wyników rosyjskiego spisu powszechnego z 2010 roku liczba ta wynosi obecnie 613,800. Według szacunków liczba mieszkańców będzie wciąż spadać ze względu na niski poziom przyrostu naturalnego w całej Rosji. Po ogłoszeniu wyników spisu powszechnego eksperci podkreślają, że choć spadek ludności cały czas postępuje, to znacząco wyhamowano tempo tego spadku oraz zmniejszono ujemny przyrost naturalny. Zarówno Uljanowsk, jak i cały obwód uljanowski słyną w Rosji z intensywnej walki o wzrost poziomu przyrostu naturalnego. Od 2005 roku, zawsze 12 września, organizowany jest tam Dzień Jedności Rodziny (zwany też popularnie Dniem Poczęcia). Dla zainteresowanych par jest to dzień wolny od pracy. Jeśli w 9 miesięcy później, 12 czerwca (rosyjskie święto państwowe Dzień Rosji), urodzi się dziecko, to otrzymują one różnego rodzaju nagrody i świadczenia. Akcja znana jako „Urodź patriotę na Dzień Rosji” z roku na rok zyskuje na popularności. Statystyki pokazują także, że zwiększyła się także liczba porodów w Dzień Rosji. W roku 2008 wskaźnik urodzeń w mieście wzrósł o 8,5%.
Współczynnik urodzeń:
- Liczba urodzin (2008): 6,774
- Liczba zgonów (2008): 8,054[16]

Rozwój demograficzny:
| Rok  | Ludność |
| ---- | ------- |
| 1780 | 10 541  |
| 1838 | 17 400  |
| 1876 | 28 000  |
| 1897 | 43 200  |
| 1917 | 67 300  |
| 1941 | 105 000 |
| 1961 | 220 000 |
| 1970 | 351 000 |
| 1979 | 464 000 |
| 1989 | 625 000 |
| 2005 | 638 300 |
| 2009 | 603 782 |
| 2010 | 613 800 |
| 2020 | 627 705 |

Struktura etniczna:
- Rosjanie: 75%
- Tatarzy: 12%
- Czuwasze: 8%
- Mordwini: 3%
- Inni: 2%

## Klimat
Uljanowsk znajduje się w strefie klimatu umiarkowanego chłodnego – kontynentalnego, z mroźnymi zimami, ale z umiarkowaną ilością opadów śniegu i bardzo ciepłymi latami. Średnia temperatura roczna wynosi około 5 °C. Uljanowsk znajduje się w strefie czasu moskiewskiego (UTC +3).
| Miesiąc                              | Sty | Lut | Mar | Kwi | Maj | Cze | Lip | Sie | Wrz | Paź | Lis | Gru | Roczna |
| ------------------------------------ | --- | --- | --- | --- | --- | --- | --- | --- | --- | --- | --- | --- | ------ |
| Rekordy maksymalnej temperatury [°C] | 6   | 5   | 17  | 30  | 36  | 38  | 39  | 39  | 33  | 26  | 15  | 6   | 39     |
| Średnie temperatury w dzień [°C]     | -8  | -7  | 0   | 11  | 21  | 24  | 25  | 23  | 17  | 8   | 0   | -5  | 10     |
| Średnie temperatury w nocy [°C]      | -15 | -16 | -9  | 1   | 7   | 12  | 14  | 12  | 7   | 0   | -6  | -12 | 0      |
| Rekordy minimalnej temperatury [°C]  | 4   | 4   | -4  | -12 | -7  | -3  | 4   | -1  | -5  | -16 | -7  | 1   | 4      |
| Opady [mm]                           | 29  | 21  | 19  | 29  | 36  | 66  | 87  | 47  | 53  | 41  | 29  | 27  | 484    |
| Źródło: pogoda.ru.net 2010-09-18     |     |     |     |     |     |     |     |     |     |     |     |     |        |

## Gospodarka
Uljanowsk to ważny ośrodek przemysłowy, podstawą gospodarki miasta jest m.in.: budowa maszyn, produkcja energii elektrycznej, przemysł motoryzacyjny, handel detaliczny i budownictwo, obecnie szybko rozwija się sektor bankowy, usługowy, turystyka, oraz przemysł spożywczy.
- W Uljanowsku swoje siedziby i fabryki produkcyjne mają m.in. przedsiębiorstwa:

1. UAZ[5] – przedsiębiorstwo specjalizujące się w produkcji samochodów,
2. Aviastar-SP – spółka zajmująca się produkcją samolotów,
3. Uljanowski Zakład Mechaniczny[5] – zajmujące się produkcją pojazdów wojskowych,
4. SABMiller Rus – jedno z największych przedsiębiorstw piwowarskich działających na rynku rosyjskim.

## Transport
Lokalny transport zbiorowy w mieście opiera się głównie na 17 liniach tramwajowych, liniach trolejbusowych, 50 miejskich liniach autobusowych i liniach prywatnych przewoźników.
W mieście znajduje się jeden z najdłuższych mostów w Europie, mający długość 5,8 km. Most został otwarty w listopadzie 2009 roku przez Dmitrija Miedwiediewa, dziennie przez most przejeżdża około 40 tys. pojazdów.
W mieście działa linia lotnicza Volga-Dnepr. W mieście znajdują się dwa lotniska mające bezpośrednie połączenia z większością rosyjskich miast, w tym z Moskwą:
- Port lotniczy Uljanowsk Wostocznyj
- Port lotniczy Uljanowsk Baratajewka(inne języki)

## Oświata i nauka
W mieście działa kilka uczelni:
1. Uljanowski Uniwersytet Państwowy
2. Uljanowski Techniczny Uniwersytet Państwowy
3. Uljanowski Pedagogiczny Uniwersytet Państwowy

## Kultura i sport
W Uljanowsku znajduje się m.in. Teatr Dramatyczny im. Gonaczarowa, Teatr Młodzieżowy, Teatr Lalek, Uljanowska Orkiestra Symfoniczna i Uljanowska Orkiestra Instrumentów Ludowych. Mieszczą się tu także muzea (siedem, m.in. Lenina), biblioteki publiczne (44, m.in. im. Karamzina i Gonczarowa), 13 krytych pływalni oraz 6 stadionów.
Swą siedzibę ma tutaj klub piłkarski Wołga Uljanowsk.
Wydawanych jest tu ponad 20 gazet i czasopism, w tym także należących do mniejszości etnicznych: tatarskiej czy czuwaskiej.

## Wojsko
W latach 1947-1960 w Uljanowsku mieściła się II Uljanowska Szkoła Pancerna.

## Galeria

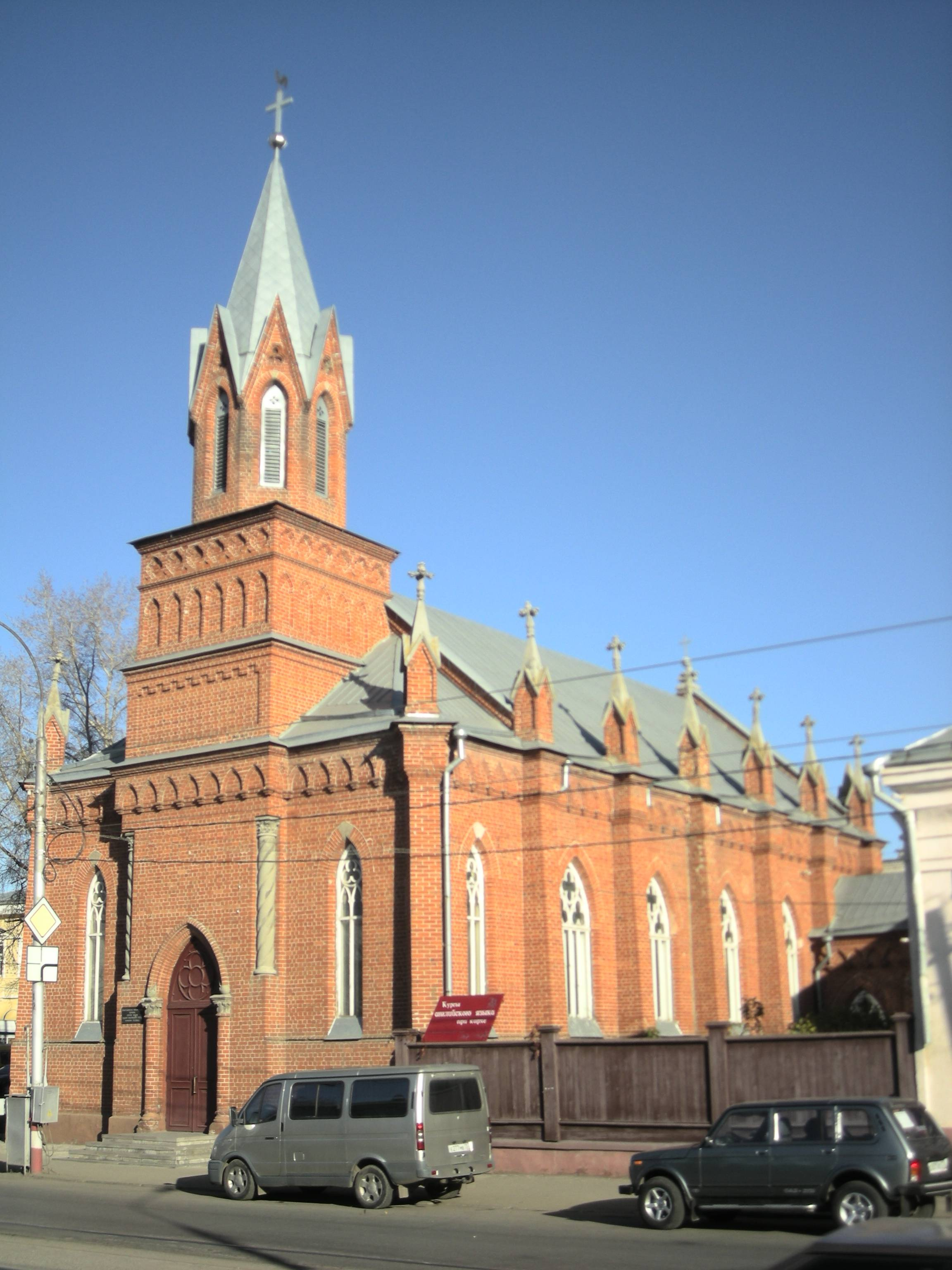
Luterański Kościół Najświętszej Marii Panny
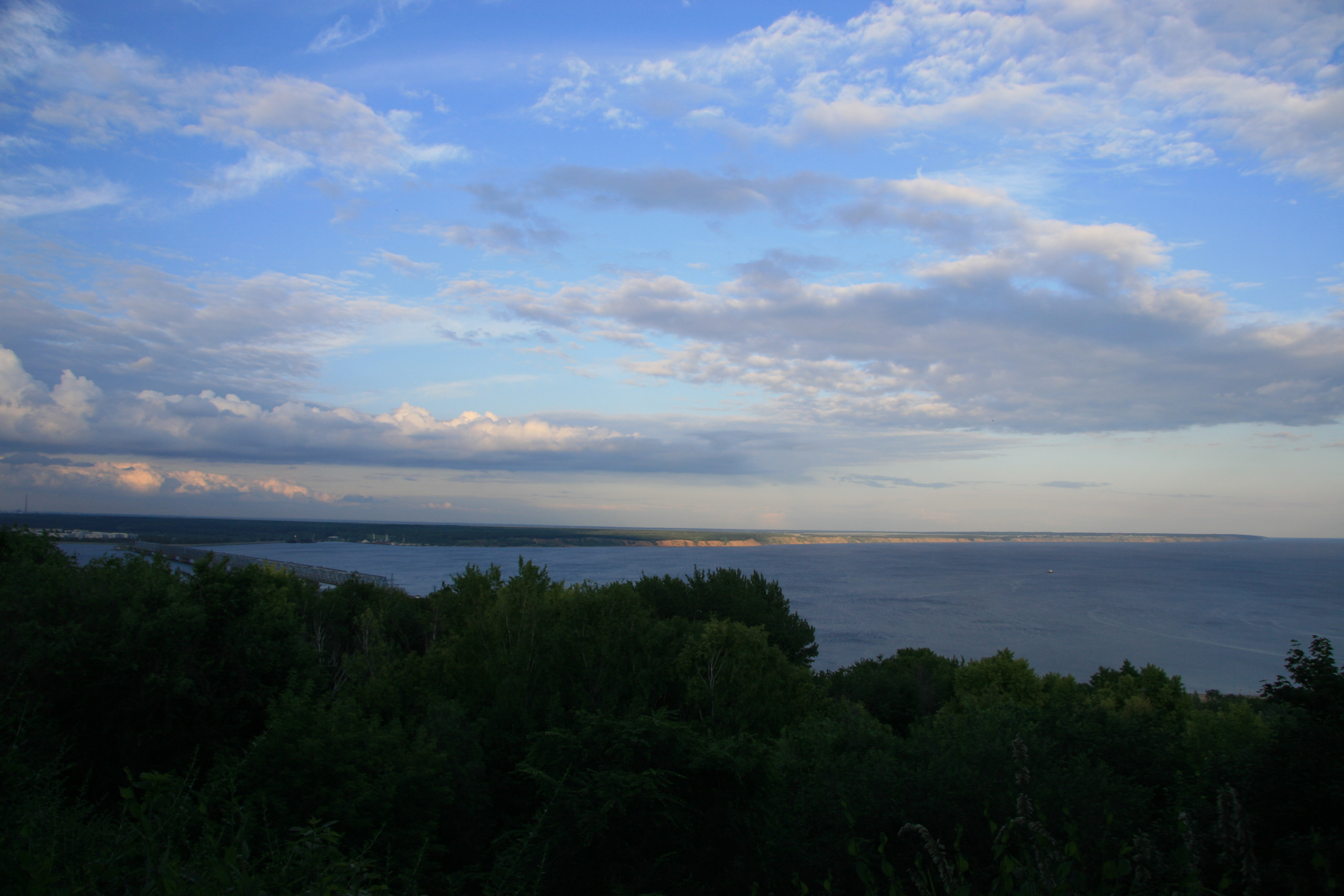
Widok na Wołgę
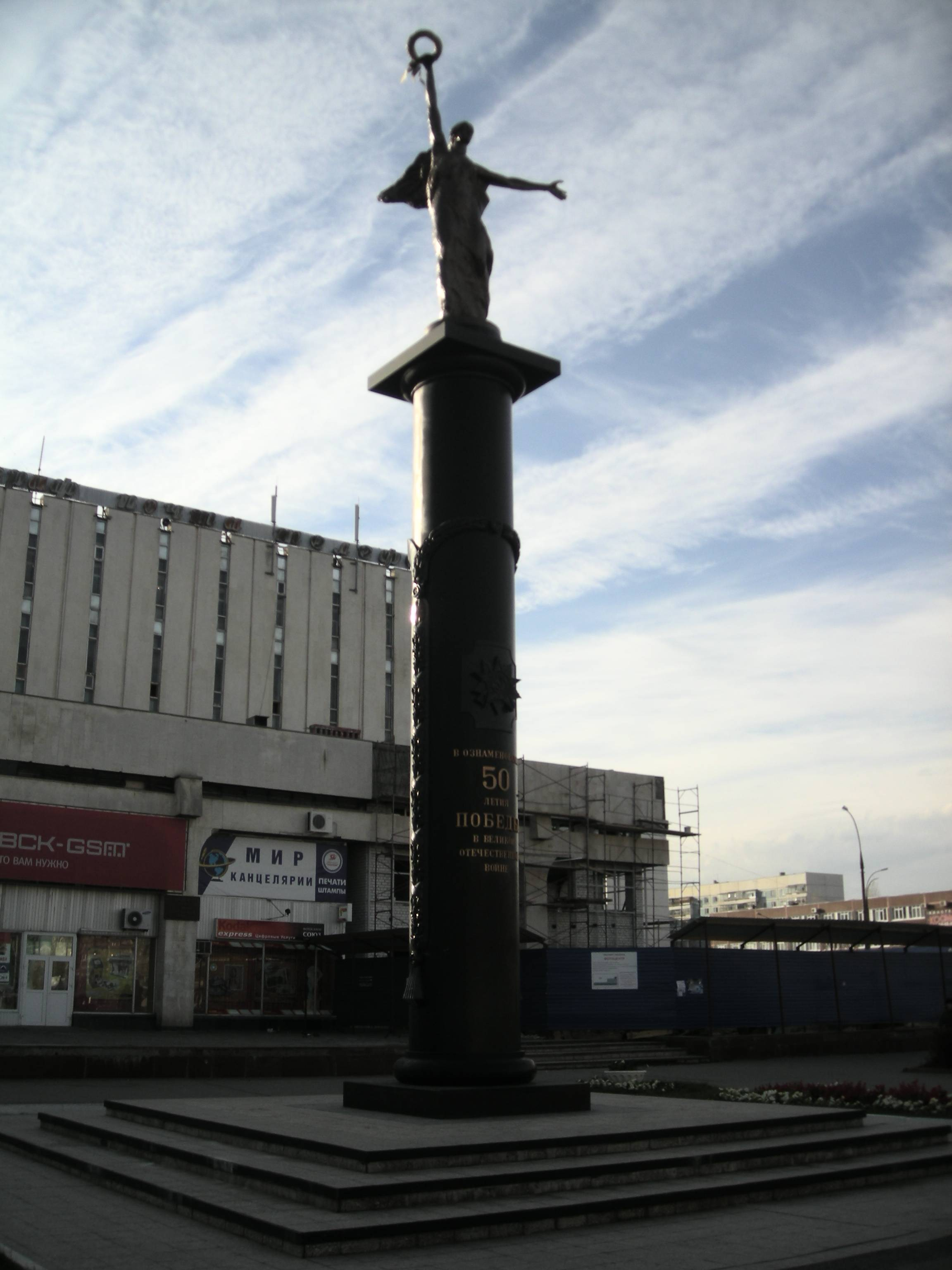
Monument Zwycięstwa
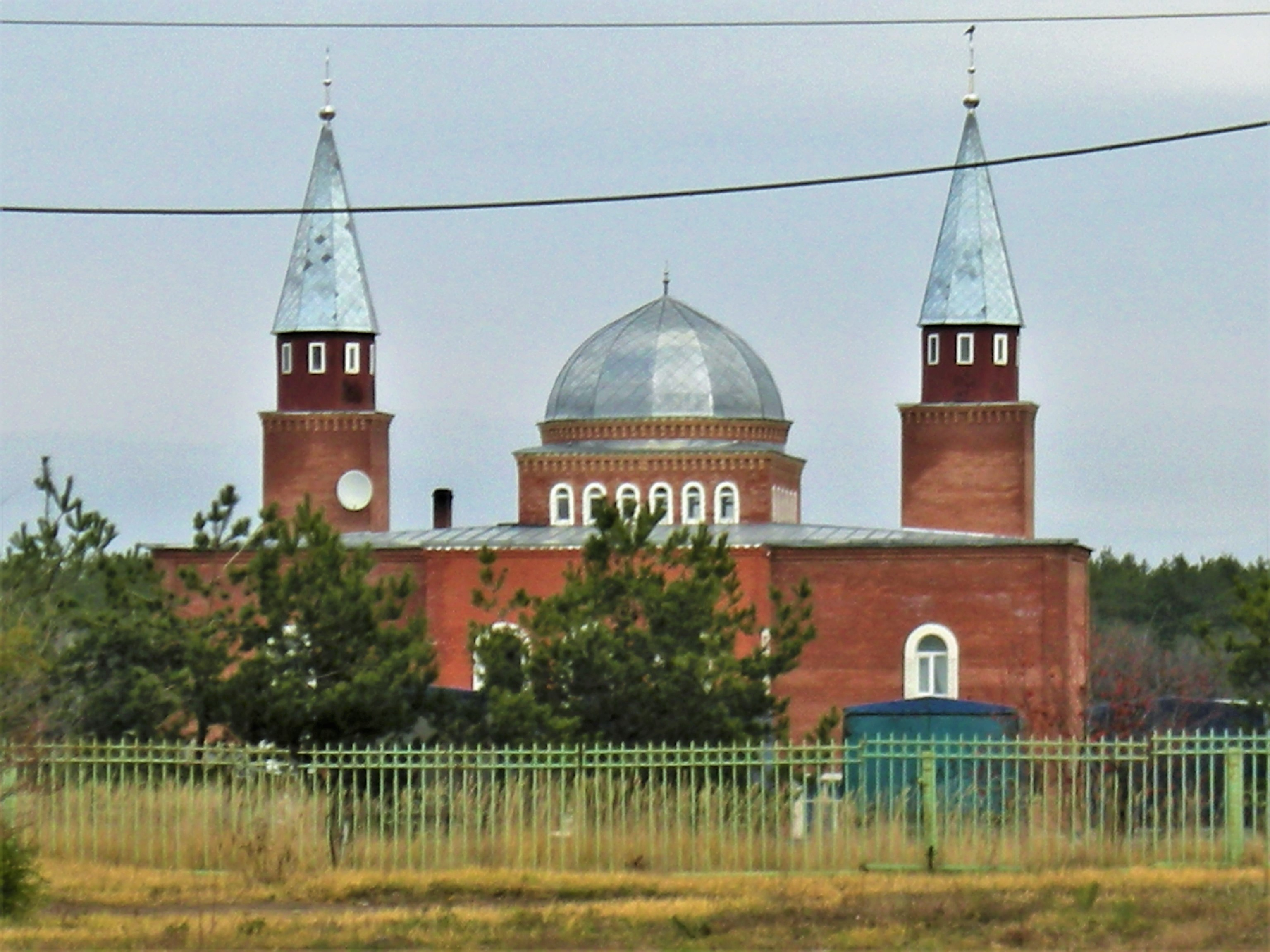
Meczet w Uljanowsku
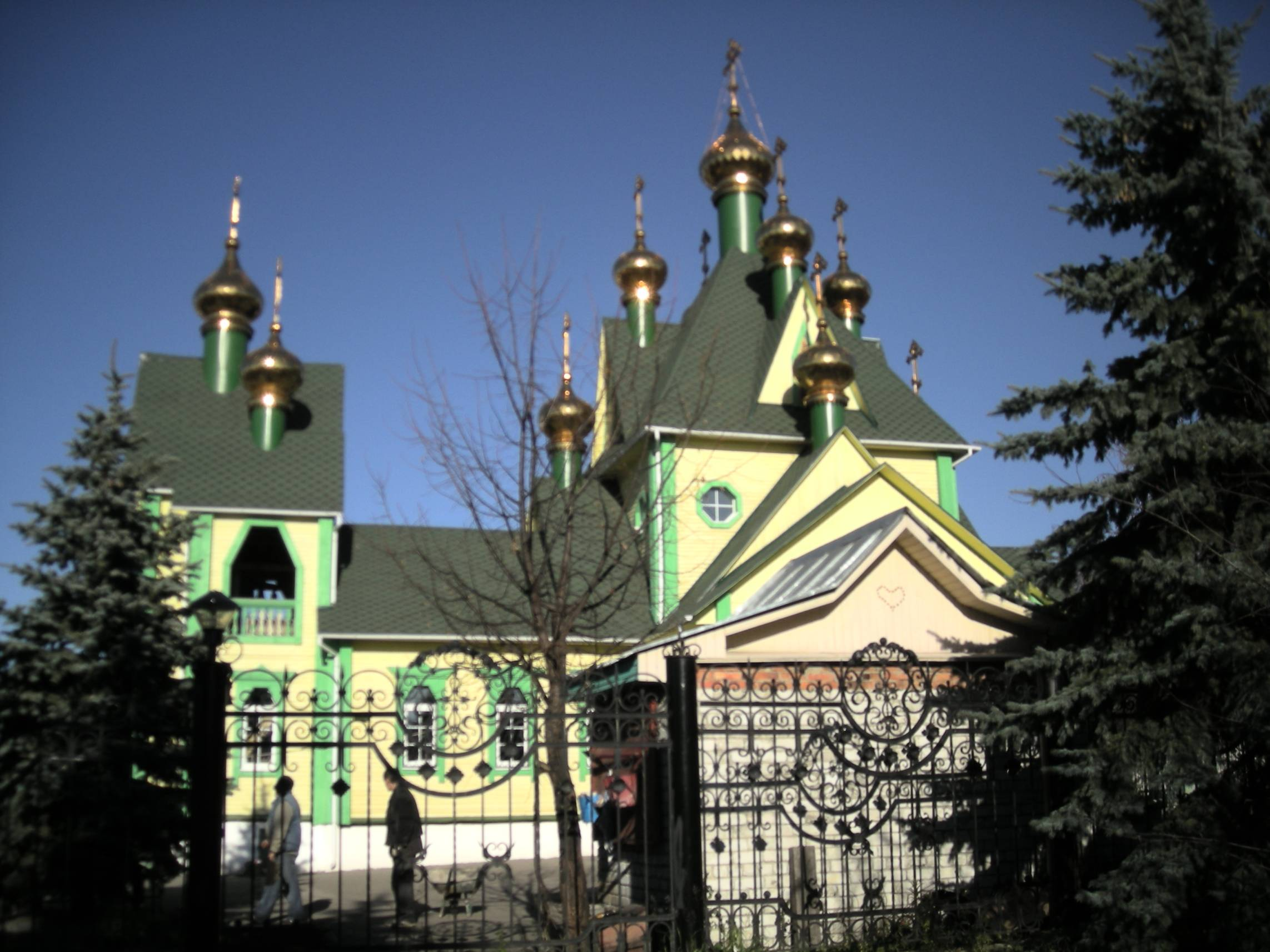
Cerkiew Wszystkich Świętych
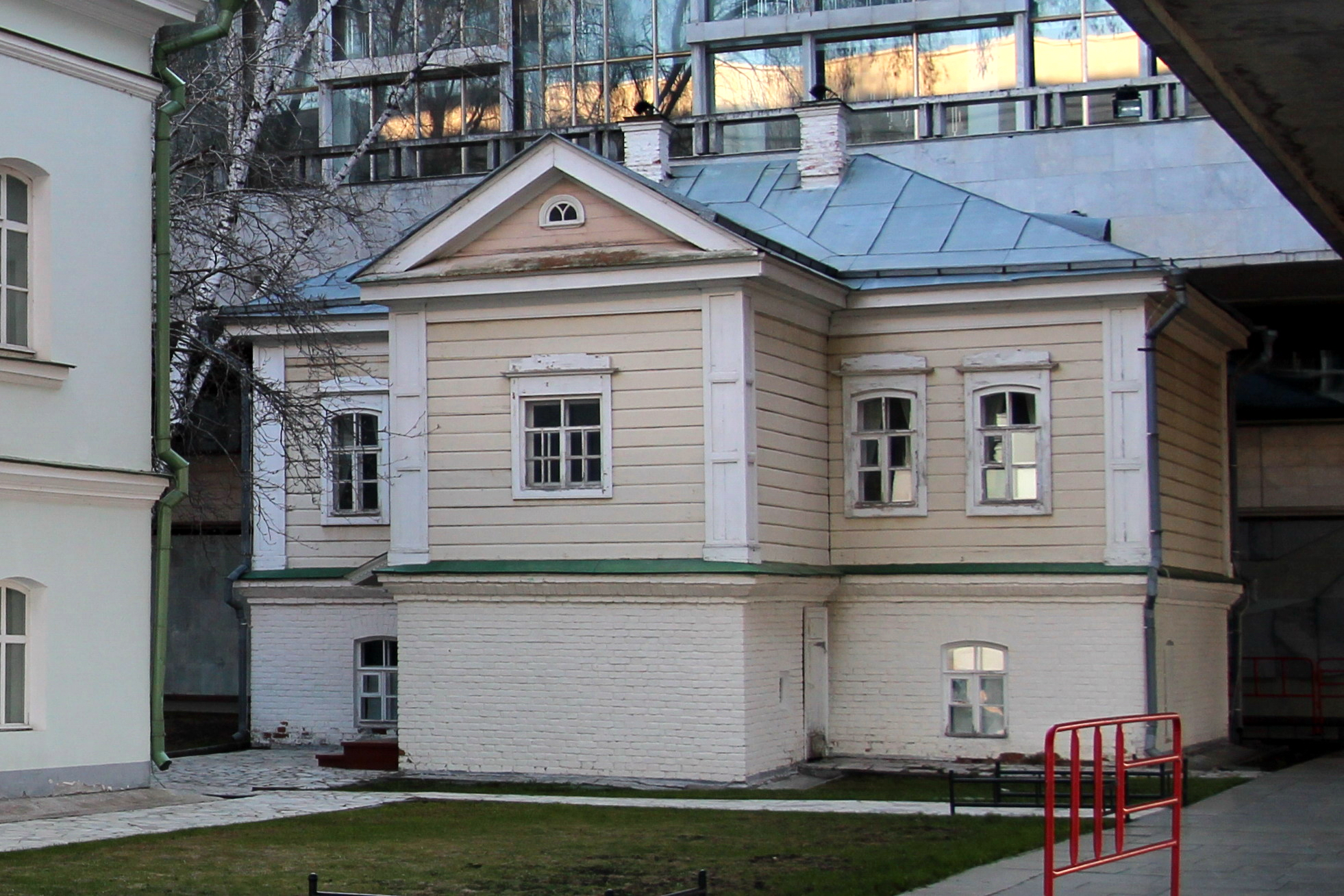
Dom-Muzeum Lenina
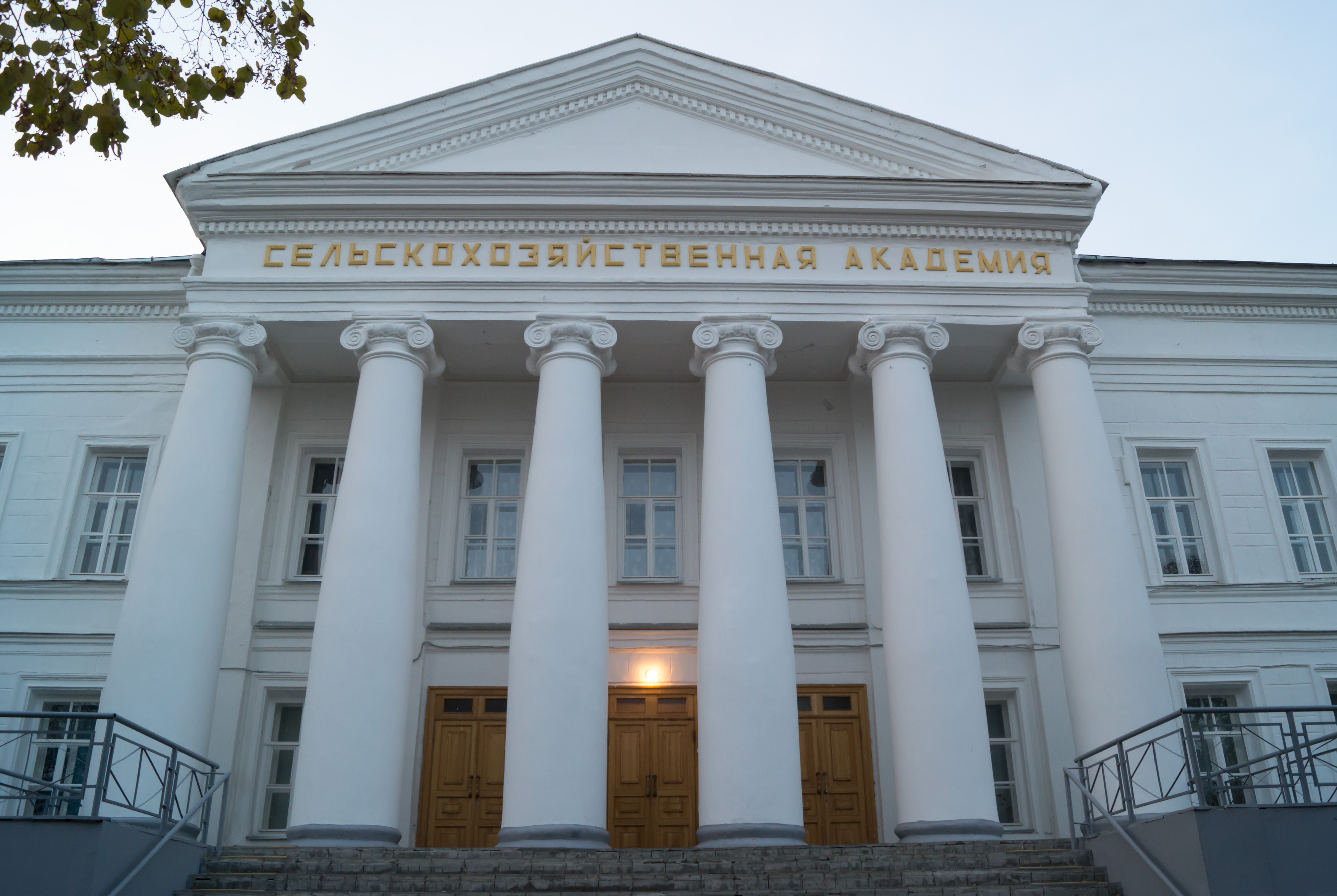
Akademia Ujlanowska
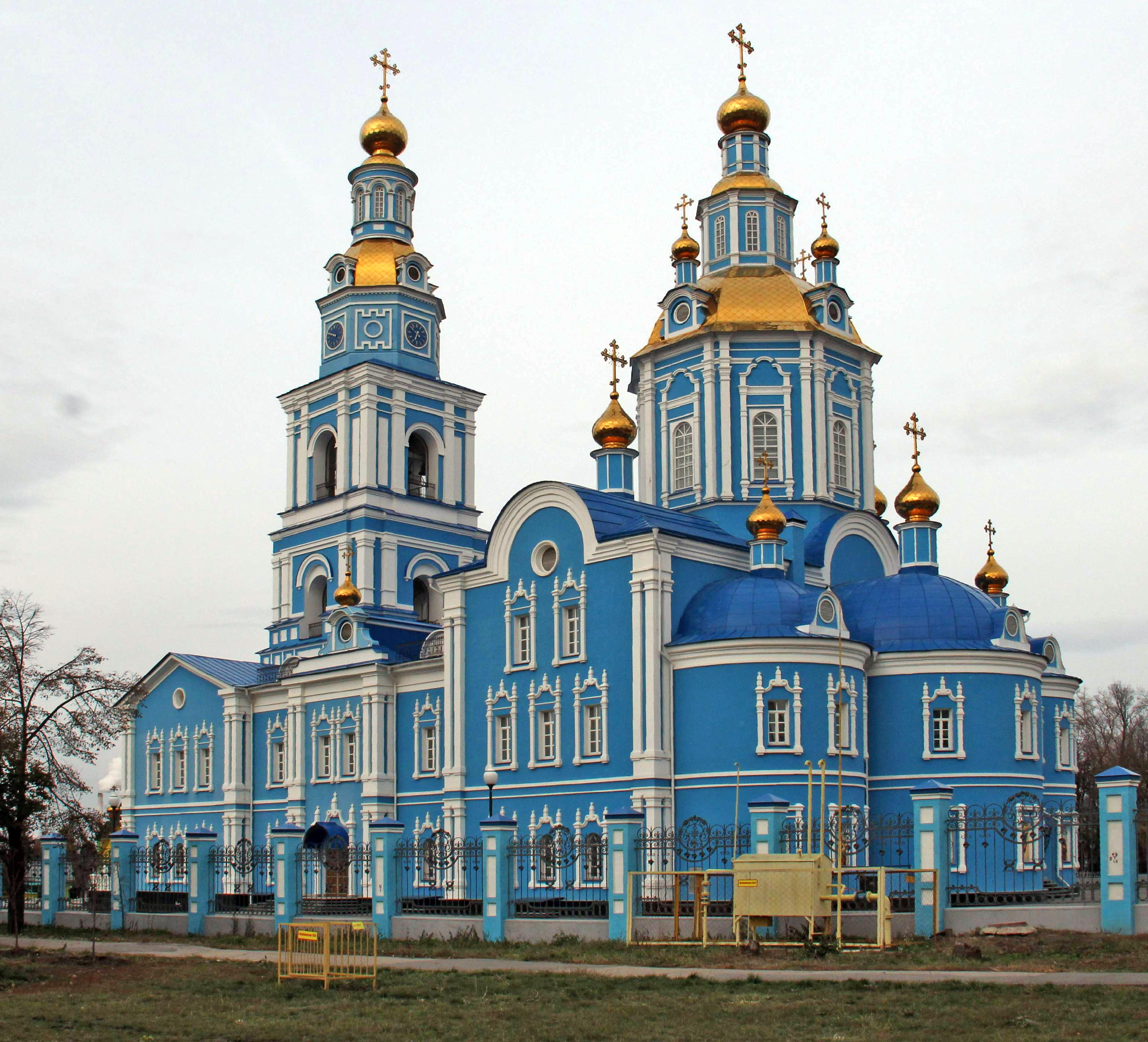
Sobór Katedralny Wniebowstąpienia Pańskiego

## Ludzie związani z miastem
- Władimir Iljicz Uljanow Lenin[5]
- Wanda Flakowicz
- Iwan Gonczarow[5]
- Paweł Jasienica
- Dmitrij Sadownikow
- Andriej Sacharow
- Nikołaj Karamzin[21]
- Aleksander Kiereński

## Miasta partnerskie
- Krefeld, Niemcy
- Macon, Stany Zjednoczone
- Oklahoma City, Stany Zjednoczone
- Shenzhen, Chińska Republika Ludowa
- Sarańsk, Federacja Rosyjska
- Żukowski, Federacja Rosyjska